# Хални
Хални је ветар фенског карактера који се јавља у средњој Европи. Дува са Татра у Словачкој и Пољској, према северним Карпатима (Бескидима) и низијама све до Кракова и градова Горње Шлеске. Плаховит је, врео и доноси олују.